# ماريون رولان
ماريون رولان (بالفرنسية: Marion Rolland)‏ هي متزحلقة فرنسية، ولدت في 17 أكتوبر 1982 في سان مارتان ديريس في فرنسا.

## وصلات خارجية
- ماريون رولان على موقع الاتحاد الدولي للتزلج (التزلج على المنحدرات الثلجية) (الإنجليزية)
- ماريون رولان على موقع أوليمبيديا (الإنجليزية)
- ماريون رولان على موقع اللجنة الأولمبية الفرنسية (مؤرشف) (الفرنسية)